# 橋本大吾
橋本 大吾（はしもと だいご、1994年1月28日 - ）は、ジャパンラグビーリーグワン東芝ブレイブルーパス東京に所属するラグビー選手。

## プロフィール
- 埼玉県出身。
- ポジションはプロップ (PR)・フッカー (HO)。
- 身長:174 cm、体重: 106 kg。
- ニックネームはダイゴ。
- 日本代表キャップは3。（2022年7月現在）
- U17日本代表[1] やU20日本代表[2] に選ばれたことがある。

## 略歴
8歳からラグビーを始めた。
2012年、深谷高校卒業後、筑波大学に入学する。なお深谷高校時代、主将を務めた。
2015年、筑波大学ラグビー部の主将に就任した。
2016年、筑波大学卒業後、東芝ブレイブルーパス (現・東芝ブレイブルーパス東京)に加入。同年5月21日に行われた2016年アジアラグビーチャンピオンシップ第3戦韓国戦で途中出場で日本代表初キャップを獲得した。また同年12月18日に行われたジャパンラグビートップリーグ第12節の近鉄ライナーズ戦にて途中出場で公式戦初出場を果たす。